# 삼포
삼포(三浦)는 조선 시대 세종 때 왜인들의 왕래와 거주를 허가한 세 포구로, 부산포(釜山浦, 지금의 부산광역시 동래구), 내이포(乃而浦, 지금의 창원시 진해구), 염포(鹽浦, 지금의 울산광역시 방어진 부근)를 말한다.

## 개요
조선 시대에 세종은 왜구의 노략질을 근절시키기 위해 왜구의 소굴인 쓰시마섬을 정벌하였다. 그러자 왜구를 뒤에서 조종하던 일본의 영주들은 그들의 어려움을 들어 교역을 제의해 왔다. 이에 세종은 교린 정책의 하나로 삼포를 열어 교역할 수 있도록 한 뒤, 포구마다 왜관을 설치하여 무역을 관할하고, 또 그들의 접대장소로 삼았다. 그 뒤 다시 계해약조를 맺어 삼포에 드나들 수 있는 배의 척수와 머물러 살 수 있는 일본인의 수, 무역량 등을 한정하는 쇄환정책(刷還政策)을 실시하였다.
그러나 점차 삼포에 거주하는 왜인의 숫자가 점점 늘어나 후일 삼포 왜란의 원인이 되었다.

## 같이 보기
- 부산포
- 내이포
- 염포 (포구)
- 삼포왜란
- 을묘왜변
- 이준경
- 이종무
- 대마도 정벌